# Oedicarena persuasa
Oedicarena persuasa är en tvåvingeart som först beskrevs av Osten Sacken 1877.  Oedicarena persuasa ingår i släktet Oedicarena och familjen borrflugor. Inga underarter finns listade i Catalogue of Life.